# Piromanija
Piromanija je psihička bolest koja se očituje opsjednutošću prema vatri i paljenju vatre.
Piromani često podmeću požare kako bi zadovoljili svoje potrebe. Piromanija (piro- + -manija), bolesni nagon za opetovanim, hotimičnim i smišljenim podmetanjem požara. Takvoj djelatnosti izravno prethodi osjećaj povećane napetosti ili afekta, a njezin završetak izaziva osjećaj ugode, zadovoljstva i olakšanja. Psihoanalitičari smatraju da je kod piromana riječ o uretralno-erotičnoj osobnosti (mnogi su dugo mokrili u krevet). 